# اسلام در هلند

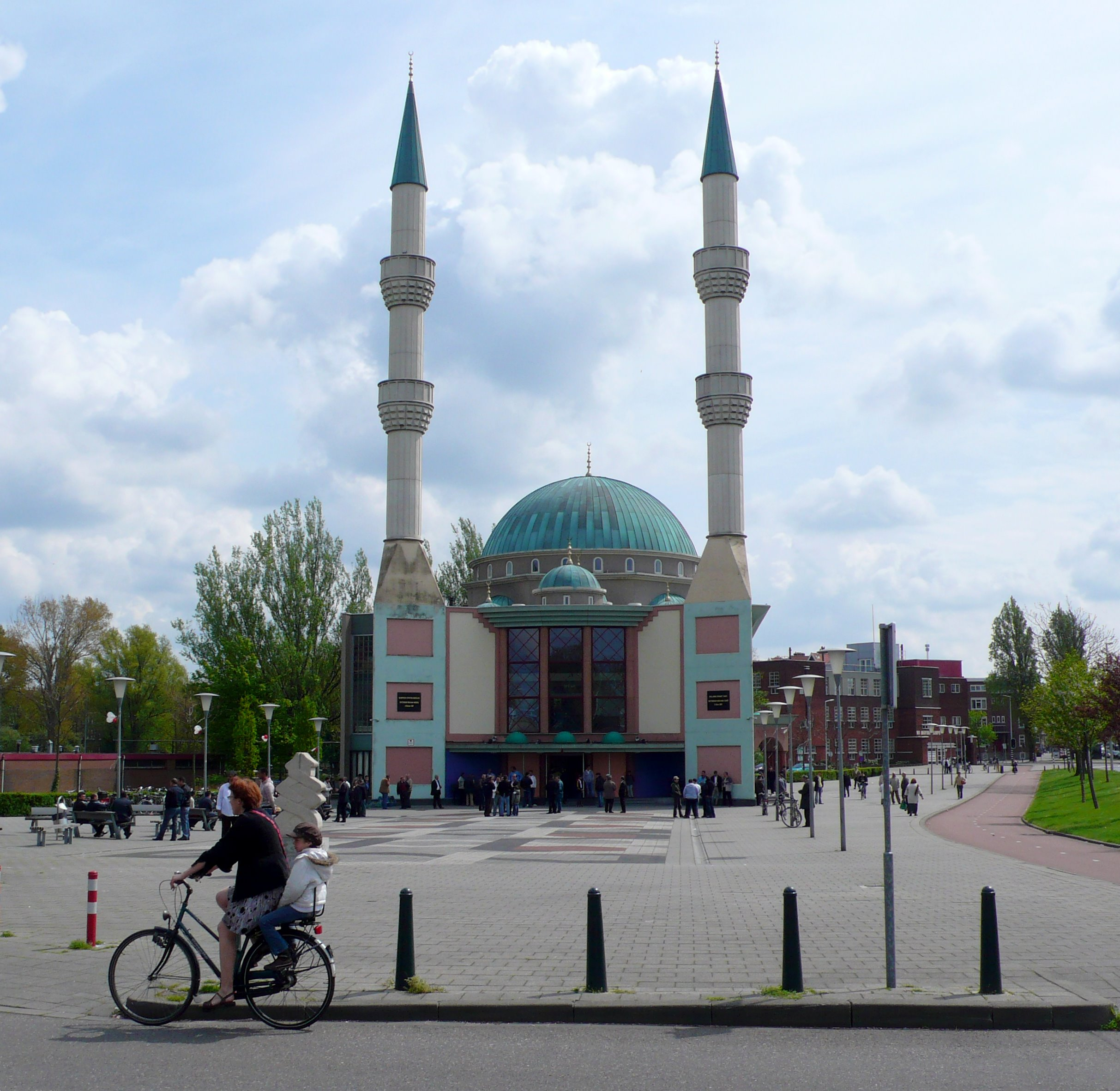
مسجد مولانا در روتردام.

اسلام در هلند در قرن ۱۶اُم زمانی آغاز شد که اولین هلندی‌ها در سفرهای خارج از کشور با سرزمین‌های مسلمانان آشنا شدند و تجار عثمانی در شهرهایی مانند آمستردام و آنتورپ(اکنون بلژیک) مستقر شده‌بودند، که باعث وارد شدن دین اسلام به هلند شد. مساجدی در قرن ۱۷اُم در آمستردام شروع به فعالیت کرد. بعدتر مسلمانان به صورت پراکنده از شرق هندوستان که جزء مستعمرات هلند بود، به این کشور کوچ کردند. پس از سقوط امپراطوری عثمانی تا استقلال اندونزی جمعیت قابل توجهی مسلمان از کشورهای مختلف به هلند مهاجرت کردند. دولت هلند با عقد توافق‌نامه‌های نیروی کار با ترکیه و مراکش، مسلمانان زیادی در دهه ۷۰ و ۱۹۶۰ میلادی جهت کارگری به هلند مهاجرت کردند. همینک کشور هلند مقصد پناهندگان از کشورهای مختف به جهت سیاسی نظیر ایران و به جهت مشکلات اقتصادی نظیر افغانستان, عراق و از مستعمرات سابق هلند نظیر اندونزی می‌باشد.  داده‌های سال ۲۰۰۹ نشان می‌دهد که هلند میزبان حدود ۸۲۵،۰۰۰ مسلمانان است که حدود ۶٪ از جمعیت این کشور را مسلمانان تشکیل می‌دهند. بسیاری از آنان در چهار شهر اصلی هلند، آمستردام، لاهه، اوترخت و روتردام زندگی می‌کنند.  مسجد مبارک نخستین مسجد بنا شده در هلند است که توسط جنبش احمدیه بنیان‌گذاری شده‌است.

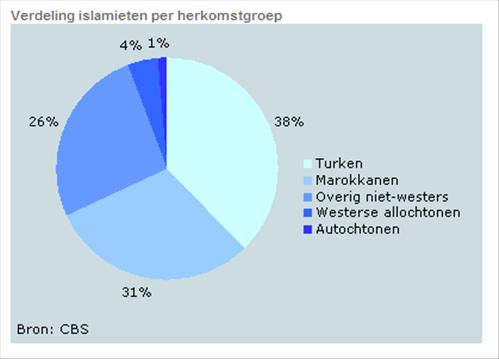
نمودار جمعیت مسلمانان هلند

۳۸٪ مسلمانان هلند را قومیت ترک، ۳۱٪ را مراکشی‌ها، ۲۶٪ را سایر اقوام مسلمان آسیایی و آفریقایی، ۴٪ را اروپایی‌ها (به جز هلند) و ۱٪ جمعیت بومی هلند معادل ۱۲،۰۰۰ نفر را مسلمانان بومی هلند تشکیل می‌دهند. هلند بیش از ۴۰۰ مسجد فعال دارد، که حدود ۲۰۰ مسجد هلند متعلق به ترک، ۱۴۰ مسجد در اختیار مراکشی‌ها، ۵۰ مسجد را سومالیایی‌ها اداره می‌کنند. ۱۰ مسجد مابقی نیز در اختیار سایر اقوام مسلمان هلند می‌باشد.  مذهب تشیع در هلند نیز در نیم قرن اخیر جمعیت قابل ملاحظه‌ای از جمعیت مسلمانان را شامل می‌شود که به ترتیب شهروندان ایرانی (۲۸٬۵۲۲)، عراقی (۴۳٬۵۲۳) و افغانی (۳۶٬۶۸۳) تشکیل می‌دهند. پس از انتخابات سال ۲۰۰۳، در میان ۱۵۰ اعضای پارلمان حداقل ده نفر از نمایندگان مجلس از پس زمینه‌های مسلمان بودند. در بین آنها خانم نباهت آلبایراک ترک‌تبار و احمد ابوطالب مراکشی‌تبار از برجسته‌ترین سیاست‌مداران مسلمان پارلمان هلند می‌باشند.

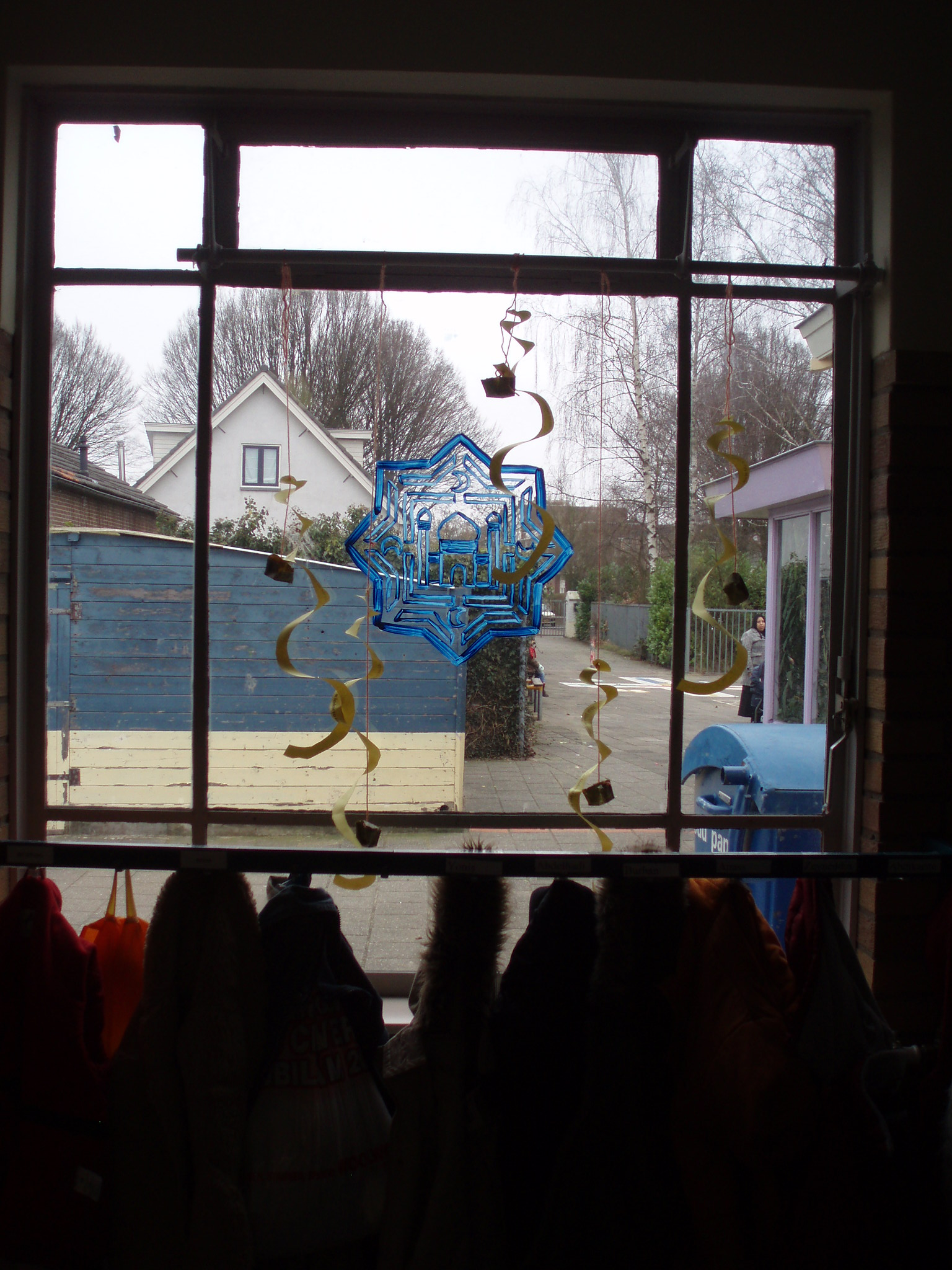
یک مدرسه اسلامی در هلند

| شهر      | جمعیت مسلمانان | درصد مسلمانان | تعداد مساجد |
| -------- | -------------- | ------------- | ----------- |
| آمستردام | ۱۴۰٬۰۰۰        | ۱۷٫۵٪         | ۳۷-۴۰       |
| روتردام  | ۱۰۰٬۰۰۰        | ۱۶٫۲٪         | ۲۷-۳۰       |
| لاهه     | ۸۵٬۰۰۰         | ۱۶٫۹٪         | ۳۰-۳۵       |
| اوترخت   | ۴۵٬۰۰۰         | ۱۴٪           | ۱۵-۱۸       |
| آیندهوون | ۱۸٬۵۰۰         | ۸٫۵٪          | ۷-۸         |